# Mehmet Özal
Mehmet Özal (n. 31 octombrie 1978, Ankara, Ankara (il), Turcia) este un luptător ce a reprezentat Turcia, medaliat olimpic. A participat la 2 ediții ale Jocurilor Olimpice (2004, 2008) în care a câștigat o medalie de bronz.